# 68, mon père et les clous
Pour plus de détails, voir Fiche technique et Distribution.
68, mon père et les clous est un documentaire français réalisé par Samuel Bigiaoui, sorti en 2017.

## Synopsis
Le réalisateur s'interroge sur le parcours de son père, maoïste devenu quincailler.

## Fiche technique
- Titre : 68, mon père et les clous
- Réalisation : Samuel Bigiaoui
- Scénario : Samuel Bigiaoui
- Photographie : Samuel Bigiaoui
- Montage : Saskia Berthod
- Production : Rebecca Houzel et Camille Laemlé
- Société de production : Petit à petit Productions et Vosges Télévision
- Société de distribution : Sophie Dulac Distribution (France)
- Pays de production :  France
- Genre : documentaire
- Durée : 84 minutes
- Dates de sortie : 
  - France : 26 août 2017 (États généraux du film documentaire), 1er mai 2019

## Distinctions
Le film a été nommé au César du meilleur film documentaire.